# Isola Jagel'nyj
L'isola Jagel'nyj (in russo остров Ягельный, ostrov Jagel'nyj) è un'isola russa, bagnata dal mare di Barents.
Amministrativamente fa parte del circondario cittadino (gorodskoj okrug) di Aleksandrovsk dell'oblast' di Murmansk, nel Circondario federale nordoccidentale.

## Geografia
L'isola è situata nella parte centro-meridionale del mare di Barents, al centro della baia della Sajda, nella zona nordoccidentale della baia di Kola. Dista dalla terraferma, nel punto più vicino, circa 235 m.
Jagel'nyj si trova a nord della città chiusa di Gadžievo, poco a  est dell'isola Ploskij e, per un tratto, chiude al centro il golfo Jagel'naja (бухта Ягельная).

È orientata in direzione nord-sud. Ha una forma allungata irregolare, con due strozzature che formano un'insenatura a nord, sulla costa occidentale, e due al centro da ambo i lati. Misura circa 930 m di lunghezza e 385 m di larghezza massima nella parte meridionale. A sud raggiunge un'altezza massima di 35,1 m s.l.m.
Nella parte settentrionale è presente un piccolo lago. Uno scoglio senza nome si trova invece lungo la costa centro-occidentale.

## Isole adiacenti
Nelle vicinanze di Jagel'nyj si trovano:
- Isola Ploskij (остров Плоский), 130 m a ovest di Jagel'nyj, è un'isola triangolare irregolare, orientata in direzione nordest-sudovest. (69°16′12″N 33°18′52″E)
- Isola Domašnij (остров Домашний), 2,35 km più a sudovest, è un'isola di forma irregolare con un promontorio sul vertice nordoccidentale.[4] (69°15′18″N 33°15′34″E)
- Isola Prodol'nyj (остров Продольный), 2,85 km a sudovest di Jagel'nyj, è un'isola stretta e lunga, poco a est di Domašnij. (69°14′56″N 33°15′19″E)
- Isole Lesnye (острова Лесные), 3,9 km a sudovest di Jagel'nyj, sono due piccole isola tra l'imboccatura della baia Lesnaja (бухта Лесная) e il villaggio disabitato di Sajda Guba.[8] (69°15′08″N 33°13′36.4″E)